# كرة داخلية

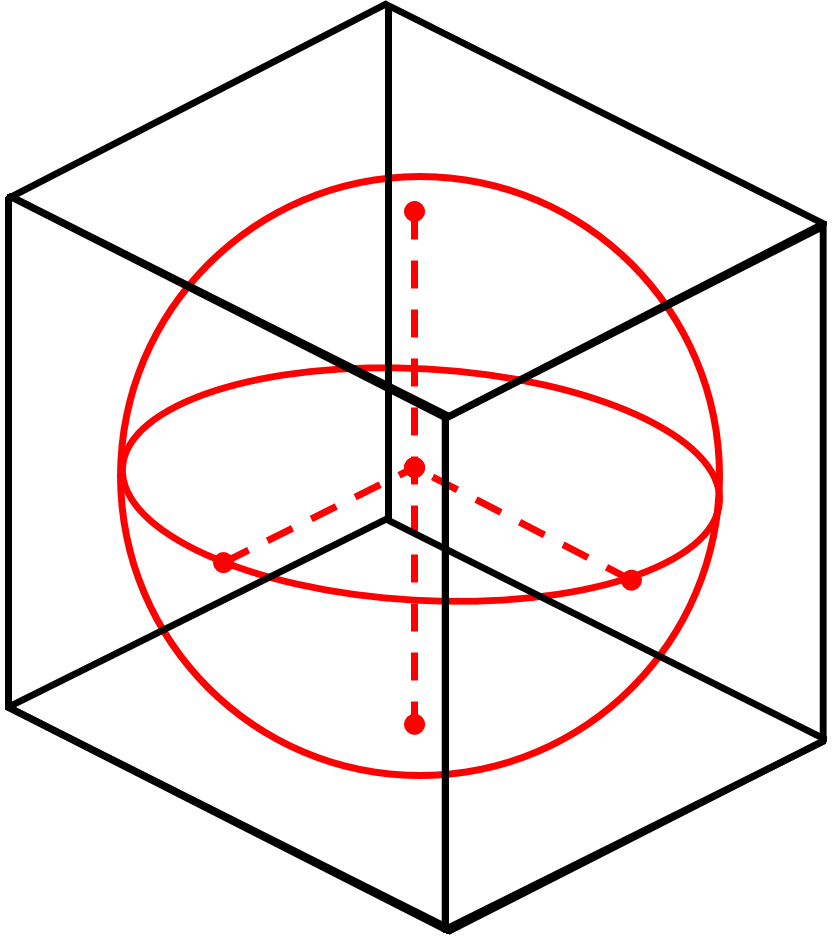

في الهندسة الرياضية، تعرف الكرة الداخلية في مجسم محدب على أنها الكرة التي تُحتوي بكاملها في هذا المجسم وتكون مماسة لكل وجه من أوجه المجسم. وهي أكبر كرة من الممكن احتوائها ضمن المجسم.
لجميع المجسمات المنتظمة كرات داخلية تمس جميع أوجهها، ولكن بعض المجسمات الغير منتظمة لا تمس الكرة جميع أوجهها الداخلية ولكن يبقى تعريف أكبر كرة داخلية ممكناً.